# Sam Oomen
Sam Oomen (* 15. August 1995 in Tilburg) ist ein niederländischer Radrennfahrer.

## Karriere
Sam Oomen gewann 2012 und das Schweizer Etappenrennen GP Rüebliland. 2013 wurde er niederländischer Meister im Einzelzeitfahren der Junioren. Anfang 2014 unterschrieb Oomen einen Vertrag beim Rabobank Development Team. Nachdem er 2015 Paris–Tours U23 und die Gesamtwertung der Tour des Pays de Savoie für sich entscheiden konnte, bekam er einen Vertrag beim deutschen UCI WorldTeam Team Giant-Alpecin. Bei der Tour de l’Ain 2016 in Frankreich konnte er einen Etappensieg erringen und die Gesamtwertung gewinnen.
2017 debütierte der Niederländer bei der Vuelta a España, die er auf der 14. Etappe krankheitsbedingt aufgeben musste. Zum Ende der Saison wurde er zudem gemeinsam mit den Fahrern des Teams Sunweb Weltmeister im Mannschaftszeitfahren.

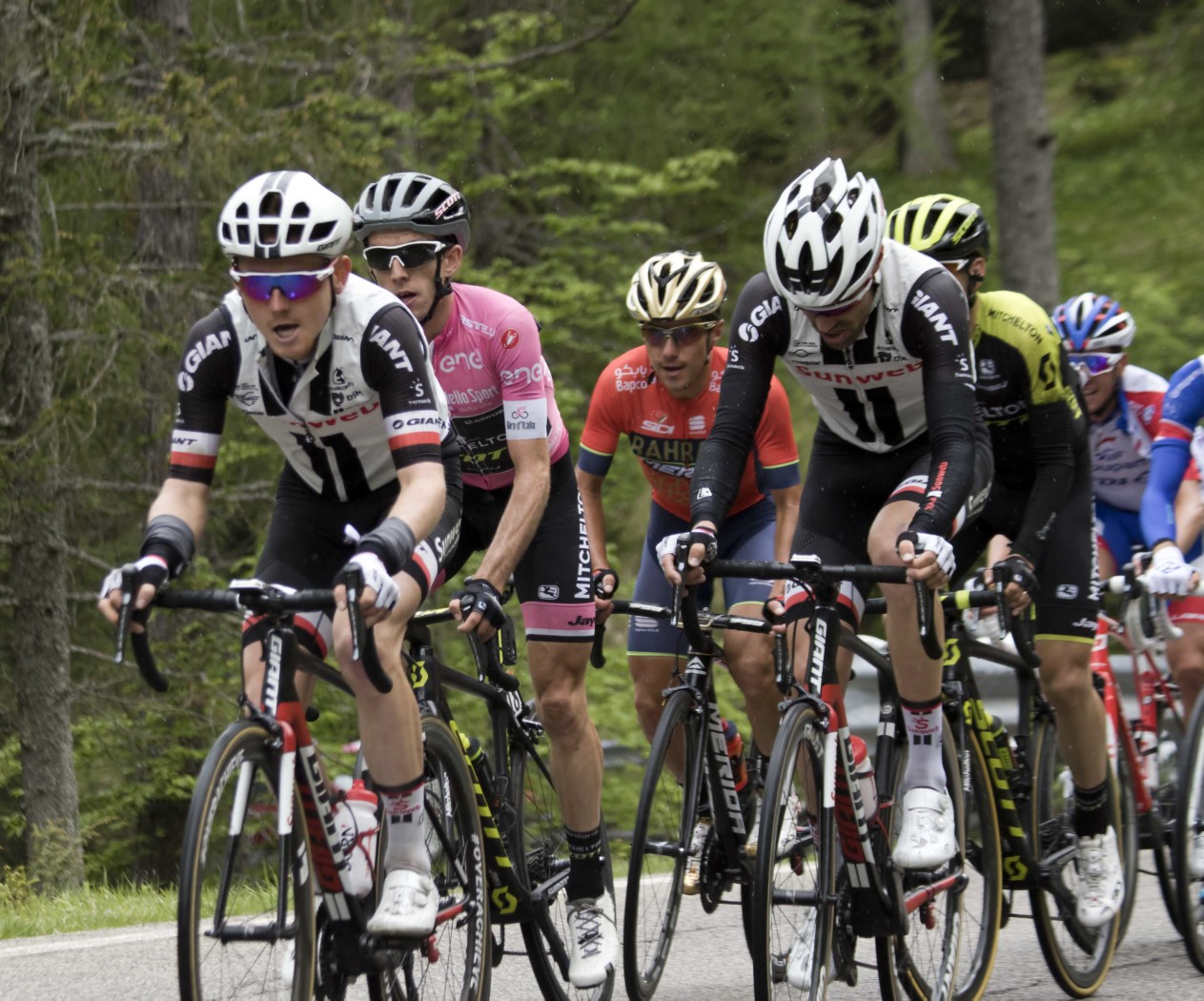
Sam Oomen (li.) auf Etappe 15 des Giro d’Italia 2018

2018 bestritt Oomen den Giro d’Italia in der Helferrolle für den Vorjahressieger Tom Dumoulin, den er als Neunter im Gesamtklassement und Dritter in der Nachwuchswertung beenden konnte. Des Weiteren wurde er bei der UCI-Straßen-Weltmeisterschaften 2018 mit dem Team Sunweb Zweiter im Mannschaftszeitfahren.
Beim Giro d’Italia 2019 stürzte Oomen während der 14. Etappe und brach sich die Hüfte. Er bestritt dieses Rennen trotz einer anstehenden Operation wegen einer verengten Beckenarterie, die anschließend vorgenommen wurde und seine Saison beendete.

## Erfolge
2012
- Gesamtwertung GP Rüebliland

2013
- Niederländischer Meister – Einzelzeitfahren (Junioren)

2015
- Gesamtwertung und eine Etappe Rhône-Alpes Isère Tour
- Paris–Tours U23
- zwei Etappen, Bergwertung und Nachwuchswertung Tour des Pays de Savoie
- Nachwuchswertung Tour Alsace

2016
- Gesamtwertung, eine Etappe und Nachwuchswertung Tour de l’Ain

2017
- Weltmeister – Mannschaftszeitfahren

2018
- Nachwuchswertung Algarve-Rundfahrt
- Weltmeisterschaft – Mannschaftszeitfahren

2019
- Nachwuchswertung Tirreno-Adriatico

## Grand-Tour-Platzierungen
| Grand Tour            | 2017 | 2018 | 2019 | 2020 | 2021 | 2022 | 2023 | 2024 |
| --------------------- | ---- | ---- | ---- | ---- | ---- | ---- | ---- | ---- |
| Giro d’ItaliaGiro     | –    | 9    | DNF  | 21   | –    | 20   | 36   | –    |
| Tour de FranceTour    | –    | –    | –    | –    | –    | –    | –    | –    |
| Vuelta a EspañaVuelta | DNF  | –    | –    | –    | 18   | 30   | –    | 33   |